# Cetraro
Cetraro – miejscowość i gmina we Włoszech, w regionie Kalabria, w prowincji Cosenza.
Według danych na rok 2004 gminę zamieszkiwało 10 465 osób, 161 os./km².